# Niederreißen
Niederreißen este o comună din landul Turingia, Germania.